# آرسگوئل
آرسگوئل (به اسپانیایی: Arseguell) یک منطقهٔ مسکونی در اسپانیا است که در آلت یورگل واقع شده‌است. آرسگوئل ۱۰٫۶ کیلومتر مربع مساحت دارد.